# Slovenska centralna vojno-partizanska bolnišnica
Slovenska centralna vojno-partizanska bolnišnica je bil sistem skritih barak, ki so bile med drugo svetovno vojno postavljene po odročnih gozdovih Kočevskega Roga in so bile namenjene oskrbi ranjencev in bolnikov. Centralna bolnišnica je začela organizirano delovati 15. junija 1942.
Na širšem območju Kočevskega Roga je bilo tako med vojno skupaj zgrajenih 24 bolnišnic, ki so delovale v različnih časovnih obdobjih. Te bolnišnice so imele skupno upravo, ki je bila najprej v Jelendolu, od novembra 1943 pa v Komarni vasi. Julija 1944 so prišle vse postojanke SCVPB pod upravo vojnih partizanskih bolnišnic 7. korpusa.
Posamezne bolnišnične postojanke v Kočevskem Rogu so bile druga od druge oddaljene za približno uro hoda, vsaka od njih pa je delovala s svojim osebjem in opremo, vsaka pa je imela tudi glavnega zdravnika in neredko tudi svojega političnega komisarja. 
Dostop do teh bolnišnic je bil omejen, ranjence pa so tja praviloma prinašali z zavezanimi očmi, da bi s tem ohranili tajnost lokacije. 